# Ferrara di Monte Baldo
Ferrara di Monte Baldo (Feràra de Monte Baldo in veneto) è un comune italiano di 280 abitanti della provincia di Verona in Veneto. La patrona del comune è santa Caterina.

## Geografia fisica

### Territorio

La Strada Provinciale 8 che porta a Ferrara di Monte Baldo

Ferrara di Monte Baldo è il comune della provincia di Verona con meno abitanti e il quarto comune meno popolato del Veneto. Il suo territorio copre la parte centrale della Valle dell'Orsa, situata sul Monte Baldo. Dista circa 40 chilometri a nord di Verona.
Il comune si trova ad un’altitudine di 856 m s.l.m ed è situato in posizione panoramica sul versante orientale del Baldo, in una conca sospesa tra la valle dell’Adige a oriente e le cime del Baldo a occidente e a settentrione.
Ferrara di Monte Baldo confina con i comuni veneti di Brentino Belluno, Brenzone sul Garda, Caprino Veronese, San Zeno di Montagna, Malcesine e col comune trentino di Avio.

### Clima
A Novezzina, frazione del comune, è attiva una stazione meteo gestita in collaborazione con il Circolo Astrofili Veronesi.

## Origini del nome
Il nome di Ferrara, secondo l'ipotesi più accreditata, trae origine dai giacimenti di ferro che i Romani sfruttavano nella valle. Il toponimo ferrara si trova però soprattutto in pianura, dove a causa dell'assenza di montagne è preclusa l'attività mineraria, e potrebbe perciò derivare da un qualche termine legato all'acqua e alle canalizzazioni fatte dall'uomo in siti di ambiente umido, acquitrinosi o nei pressi di una palude. Le frazioni, il cui prefisso del nome nove deriva da "campi nuovi", cioè di campi da poco roncati (disboscati) e liberati da sterpi e radici, quindi resi arabili e seminabili, sarebbe un'ulteriore conferma di questa etimologia.
I toponimi possono rivelare anche altre importanti informazioni: tra quelli di Ferrara di Monte Baldo si segnala in particolare castelcucco, che indica un castello posto su un “cucco” ovvero un’altura tondeggiante. Altri toponimi, per esempio castello e castelletti, possono suggerire la presenza di fortificazioni in epoca medievale.
Lo stemma comunale presenta uno scudo con all’interno un’incudine e un martello, richiamando chiaramente l’attività principale della città: l’estrazione e la lavorazione del ferro.

## Storia
Le prime attestazioni certe di frequentazione umana risalgono al Paleolitico Medio, mentre ancora dubbia è una precedente fase di frequentazione già nel Paleolitico Inferiore.
Sono ampiamente attestate anche frequentazioni del territorio nel Mesolitico da gruppi di cacciatori-raccoglitori, nell'Età del rame e nell’età del Ferro, in cui la presenza umana è testimoniata da resti di castellieri retici.
Tra il 1976 e il 1978 si è tenuta una campagna di scavo nel sito Castelnoviano di Fontana de La Teia, e i numerosi manufatti litici rinvenuti hanno permesso di confermare una frequentazione umana nel Mesolitico. La stratigrafia non ha restituito evidenze di strutture artigianali di abitato (focolari, buche di palo, pozzetti…), ma i numerosi resti di scarti di lavorazione hanno fatto invece pensare che il sito avesse il ruolo di officina litica, avvalendosi della pietra locale.
Nell'89 a.C., dopo le invasioni dei Galli Cenomani e Boi, il territorio viene conquistato dai romani, che lo sottomettono definitivamente solo nel 16 a.C.
Tra IV e VI secolo il territorio del Baldo, in particolare il suo versante orientale, viene cristianizzato.
Nel VI secolo il territorio del Baldo passò sotto il dominio longobardo e nel secolo successivo dei Franchi. Durante il periodo longobardo, vengono costruiti numerosi presidi militari.
Tra VII e IX Sec. si hanno anche i primi eremitaggi a Santa Maria de monte bloto, dove successivamente sorgerà il santuario della Madonna della Corona.
Nel 1193 divenne comune con sede in Saugolo, poi in Campedello e quindi dove si trova attualmente.
Le prime testimonianze scritte dell’esistenza di Ferrara di Monte Baldo risalgono ad una bolla papale di Onorio III, del 1218, dove vengono elencate le cappelle che facevano riferimento alla pieve di Caprino, tra cui anche quella di Ferrara.
Con l’avvento degli Scaligeri nel 1277, il territorio di Ferrara entrò a far parte della "fattoria scaligera" proprio grazie alla caratteristica attività di produzione e lavorazione del ferro, e questo le permise di essere esente dalle imposte e dai dazi imposti da Verona. Nel censimento dei territori scaligeri, Ferrara appare però solo nel 1355, denominata come villa di Feraria (o Feratie) Montisbaldi".
Nel 1405 passa sotto il controllo della Serenissima diventando giurisdizione prima dei Dal Verme e poi del Comune di Verona ma, come punizione per un tentativo di indipendenza, nel 1442 il territorio di Ferrara viene aggregato al vicariato del Garda, andando così a fare parte della “Gardesana della terra”. In questo periodo nasce a Ferrara di Monte Baldo Giulio Cesare Bordone (1484-1558), il quale fu uno scrittore rinascimentale erudito e acuto, praticò anche la professione medica e approfondì le scienze naturali.
Nel XVI secolo Ferrara viene citata negli scritti naturalistici di Calzolari e Pona, botanici e farmacisti veronesi che per primi approfondirono e divulgarono le qualità officinali della flora del Baldo.
Nel 1630 gli abitanti di Ferrara vennero dimezzati dalla peste, e la popolazione che contava 313 individui passò a soli 133, cominciando poi una lenta ripresa demografica.

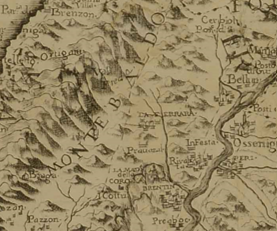
Cartografia storica di Ferrara di Monte Baldo, 1747

La valle di Ferrara fu testimone di fatti d'arme sia durante le campagne di Napoleone in Italia, sia nel corso delle guerre del Risorgimento. Le truppe di Napoleone arrivarono nella primavera del 1796, costruendo numerose fortificazioni, e il 23 giugno occuparono Ferrara. Nel 1802 Ferrara entra a far parte del comune di Brentino-Belluno e nel 1814 entra a far parte del regno d’Austria. In questo periodo viene anche istituita la prima scuola elementare.
Altro personaggio degno di nota è Luca Ermenegildo Lorenzi (1849-1923), il quale fu a lungo benemerito segretario di Ferrara di Monte Baldo, diede un contributo fondamentale alla riforestazione, allo sviluppo della frequentazione escursionistica e al miglioramento delle malghe. Fu insignito del titolo di "cavaliere" dal CAI.
Nel 1866, con la terza guerra d'indipendenza, entrò a far parte del Regno d’Italia.
La zona del Baldo fu centrale durante la Prima Guerra Mondiale; in particolare, il fronte passava proprio nel territorio di Ferrara di Monte Baldo: numerose sono le trincee e le fortificazioni ancora visibili che lo testimoniano, tra cui il sentiero di Caval di Novezza. Il primo giorno di guerra gli alpini del battaglione Verona superarono il confine di stato con l'Austria-Ungheria da Ferrara. Durante la Grande Guerra Ferrara di Monte Baldo fu un polo di rifornimento per il fronte di prima linea. Da qui passò la legione cecoslovacca prima di raggiungere il Doss Alto di Nago. Furono 15 in totale i cittadini del comune di Ferrara che morirono durante il conflitto. Nel corso del secondo conflitto mondiale il suo territorio fu teatro di scontri tra le truppe nazifasciste e i partigiani, che potevano trovare rifugio nei boschi e nelle grotte del territorio.

### Contrade

#### L'evoluzione insediativa dell'area

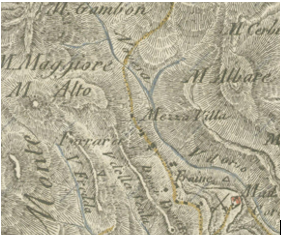
Cartografia storica di Ferrara di Monte Baldo e Mezzavilla, 1812

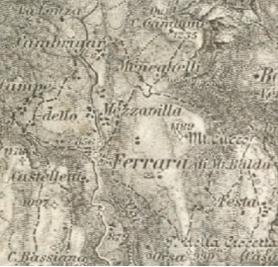
Cartografia storica di Ferrara di Monte Baldo, Mezzavilla e Castelletti, 1910

In età comunale l’area di Ferrara di Monte Baldo era sfruttata da boscaioli e pastori che provenivano dalle zone pedemontane e di pianura, i quali dovevano pagare dei pedaggi per poter utilizzare le risorse del territorio. Questo ha portato gradualmente all’aumento del numero di insediamenti, collocati a quote sempre più elevate, lungo le vie della transumanza.
A partire dal Trecento sono attestate le prime case murate all’interno di alcune contrade dell’area baldense, le quali avevano una struttura semplice e seguivano un modello comune: al piano terra si trovava una lunga galleria con tutto l’occorrente per le attività nei campi e della pastorizia; ai piani superiori, invece, si collocava la zona abitativa.
Tra Quattrocento e Cinquecento si assiste ad un aumento demografico e delle attività pastorali, che porta alla necessità di ampliare gli insediamenti. Si ritiene che, in genere, le contrade della zona crebbero a partire da una casa padronale, alla quale, nel tempo, se ne addossarono altre che ne replicavano la struttura: le case vengono disposte l'una accanto all'altra, seguendo lo stesso orientamento e formando file più o meno lunghe. Ciascuna unità abitativa conserva la divisione interna su più livelli: al primo piano si trova la zona residenziale, mentre il piano terra poteva assolvere diverse funzioni legate al lavoro nei campi e al pascolo. Viene aggiunto un ulteriore piano, posto sopra la zona abitativa, che ospitava il granaio e il fienile.
Questo modello abitativo prende il nome di "edificio a schiera” e spesso è attestato per diversi secoli, soprattutto in relazione alle case dei contadini poveri, che non avevano bisogno di ulteriore spazio per il bestiame.
 

Gli "edifici a schiera” sono ancora oggi osservabili in molte contrade, come quelle di Campedello, Castelletti o Mezzavilla, e testimoniano, forse, una ripresa di modelli medievali.

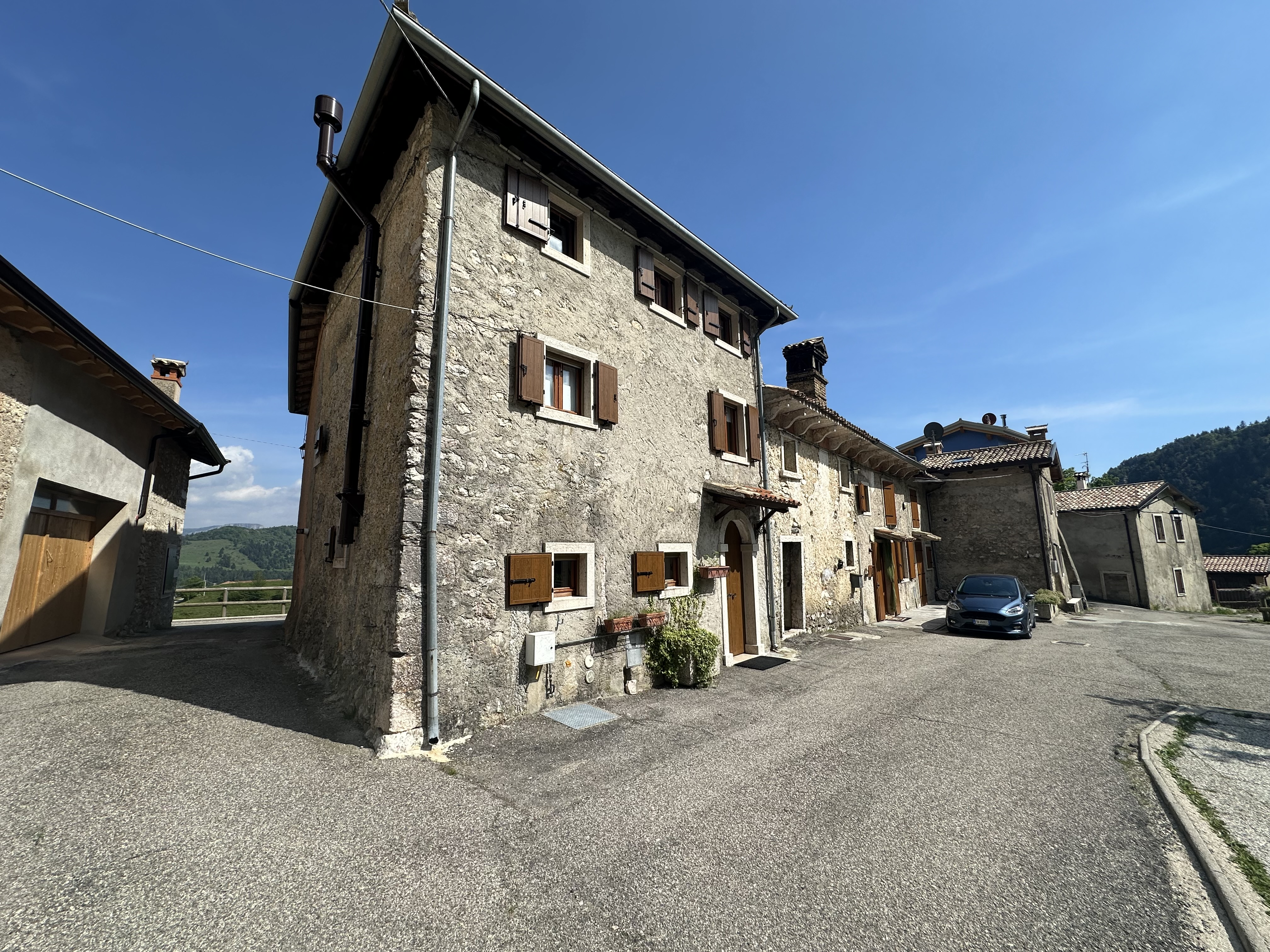
Casa nella contrada Campedello
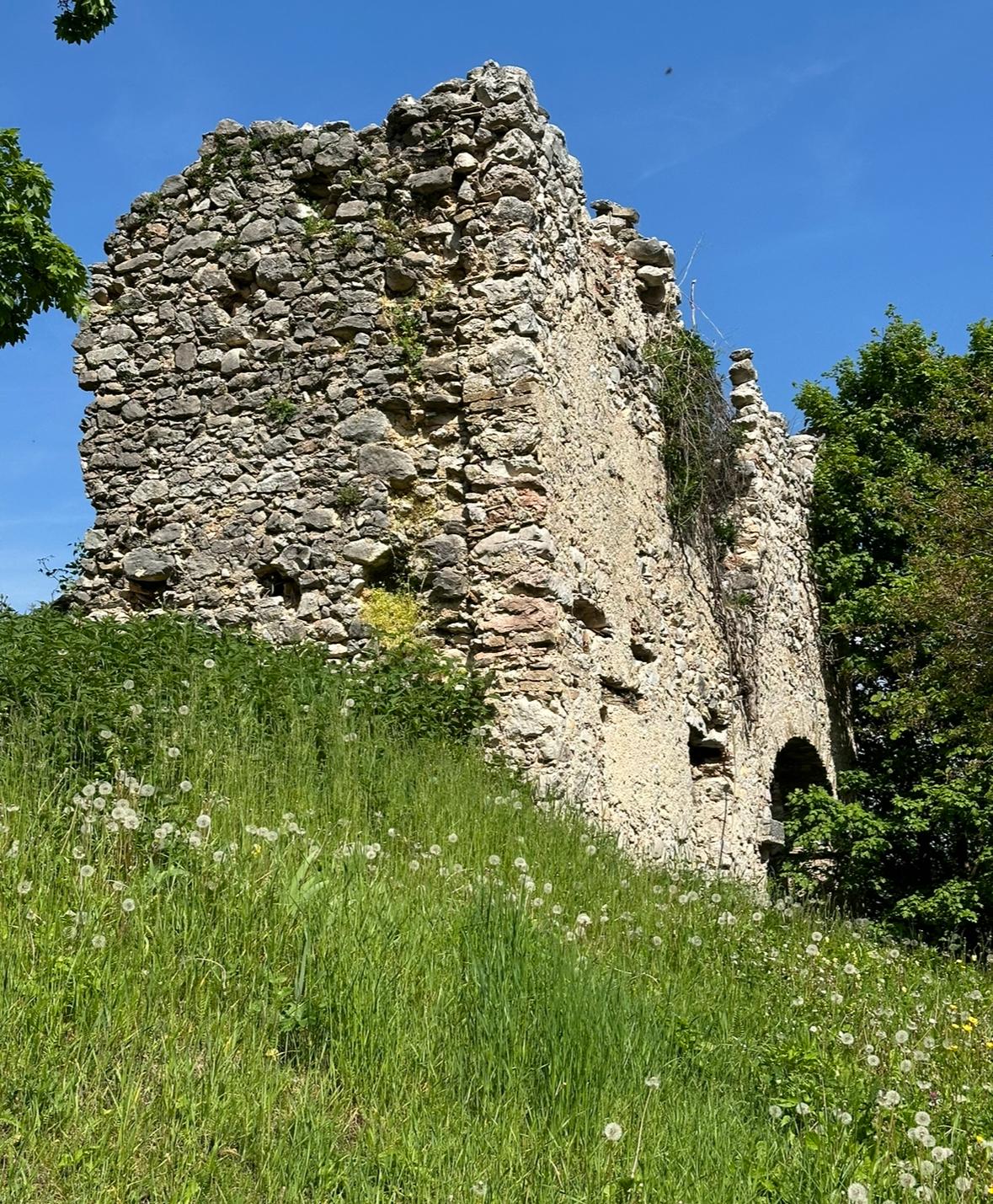
Resti di un edificio nella contrada Campedello

#### Castelletti
Castelletti è una delle sette contrade appartenenti al comune di Ferrara di Monte Baldo (in provincia di Verona) e si trova a Sud del capoluogo del comune. Il toponimo deriva dalla presenza di fortificazioni in epoca medievale, ma di cui ora non è rimasta traccia. Secondo le fonti, la contrada è attestata a partire dal XVIII secolo. Si trova a 884 metri sopra il livello del mare, nella cosiddetta prima fascia altitudinale, ovvero quella compresa dai 750 ai 1000 metri. Castelletti è collegata al centro del comune tramite la strada Provinciale e grazie ad un sentiero, chiamato il Sentiero dell’Amore. Percorribile in circa 20 minuti, è diventato famoso perché tradizionalmente, ogni anno, l'ultima domenica di luglio, è diventato luogo di ritrovo dei poeti che decantano le loro liriche. 
Per quanto riguarda l’arte popolare, in tutto il Comune di Ferrara di Monte Baldo è diffuso il culto della Madonna della Corona, testimoniato dal Santuario eretto in suo onore e dal Capitello della Madonna della Corona a Castelletti. È collocato all’incrocio con la strada provinciale per Spiazzi ed è stato ricostruito nel 1995, dopo essere stato danneggiato l’anno prima dalla caduta di due alberi vicini a quello originario.
All’interno della contrada si trovano diversi edifici a schiera, tipici della popolazione contadina. Infine, al centro di Castelletti, è presente anche una fontana-lavatoio, che tra il 2020 e il 2021 è stata oggetto di un progetto di riqualifica, restituendole l’assetto originario sia dal punto di vista estetico che funzionale.

#### Mezzavilla
Mezzavilla è una delle sette contrade appartenenti al Comune di Ferrara di Monte Baldo (in provincia di Verona) e si trova a Nord del capoluogo di Comune. Il toponimo, che significa “a metà del paese”, sembrerebbe un riferimento alla posizione intermedia della contrada, tra Ferrara e i paesi a quote maggiori.
Gli abitati che fanno riferimento al comune di Ferrara sono infatti distribuiti su un territorio ampio, che può essere scandito in quattro fasce altitudinali, in cui sono attestate diverse modalità insediative e di sfruttamento del territorio. Mezzavilla, posta a 925 m s.l.m., si colloca nella prima fascia, ovvero quella compresa tra i 750 m e i 1000 m.
Mezzavilla è attestata con certezza solo dal XVIII secolo, tuttavia nelle sue architetture si potrebbero riconoscere origini più antiche. Molte case della contrada possono ricondursi infatti alla categoria degli “edifici a schiera”, che si diffondono nella zona di Ferrara a partire dal XIV secolo.
Questo tipo di edificio è rimasto in uso per molto tempo e, per questo, non è possibile stabilire con precisione a quando risalgano le prime strutture di Mezzavilla.
Nel XIX secolo si hanno notizie più certe: nel 1818, quando Ferrara di Monte Baldo ritorna ad essere Comune autonomo, Mezzavilla, è uno dei comuni censuari, insieme alla stessa Ferrara e a Predazzar.
Ottone Brentari nella sua “Guida del Monte Baldo” del 1893, descrive il paesaggio del Monte Baldo dal punto di vista antropico e naturale, presentando Mezzavilla come un gruppetto di case a muro, presente in tutte le contrade, ad uno o due piani e coperte di tegole. Menziona anche il “Monte Cucco”, o “Castelcucco” ben visibile da Mezzavilla. Sul Monte Cucco, a partire dalla fine del IX-inizi del X secolo d.C. la popolazione locale eresse una fortificazione in legno e pietra, dove ripararsi dagli Ungheri in caso di attacco.

Come nella maggior parte delle contrade di Ferrara di Monte Baldo, anche a Mezzavilla è presente una fontana-lavatoio, costruita nel XX secolo.

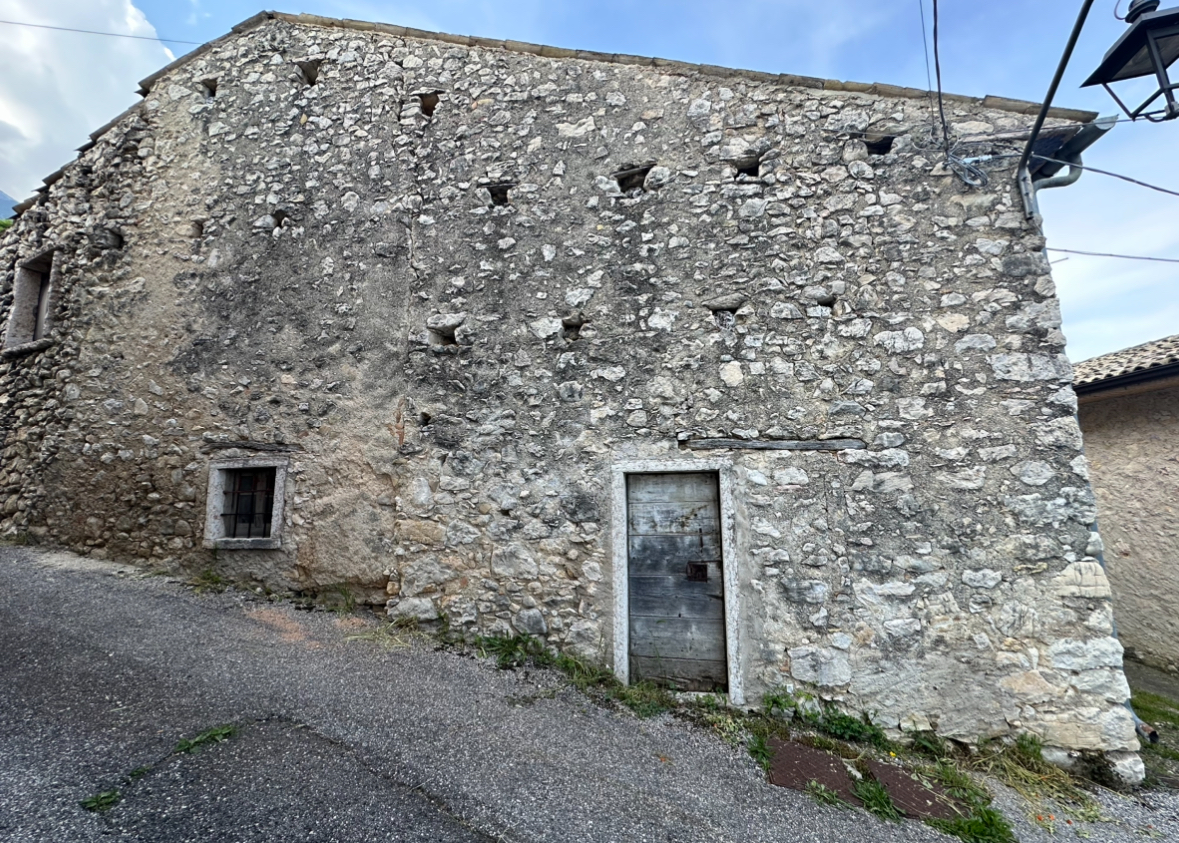
Edificio storico nella contrada Mezzavilla
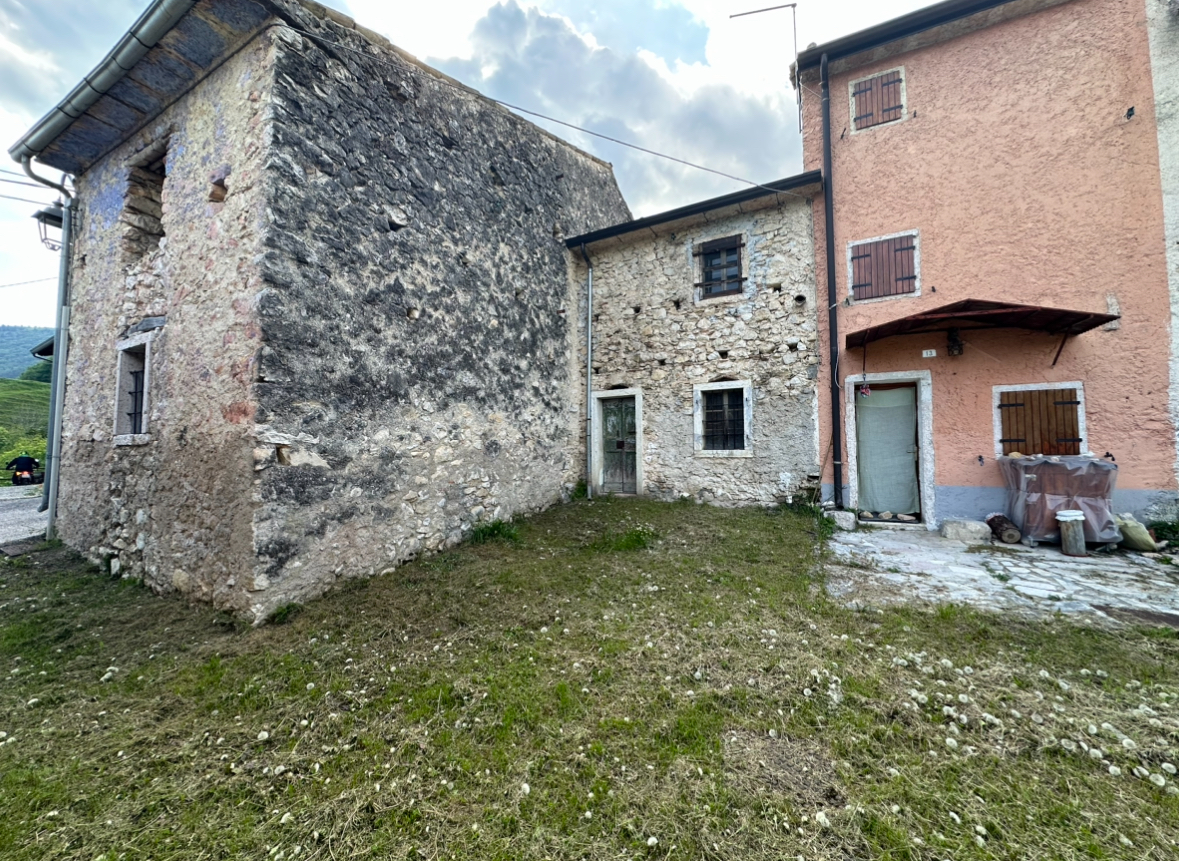
Edificio a schiera nella contrada Mezzavilla
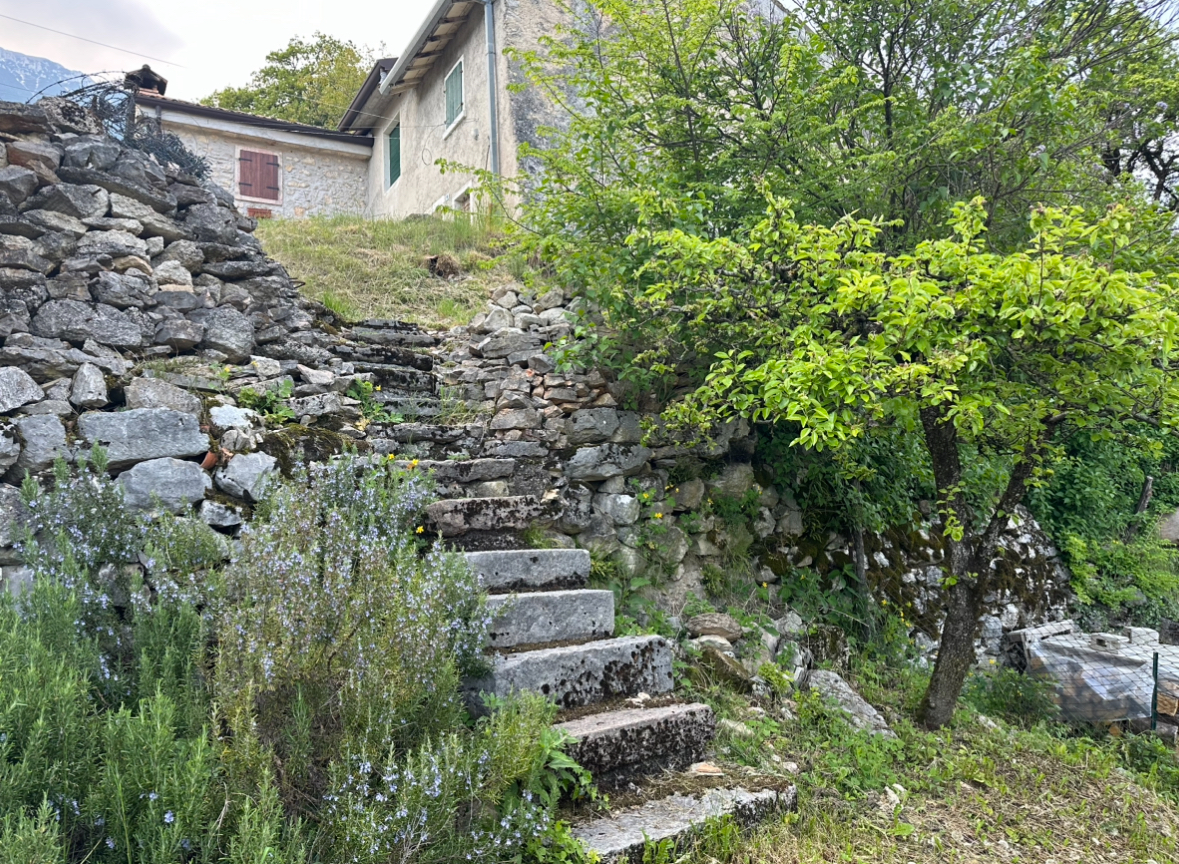
Scala in pietra nella contrada Mezzavilla
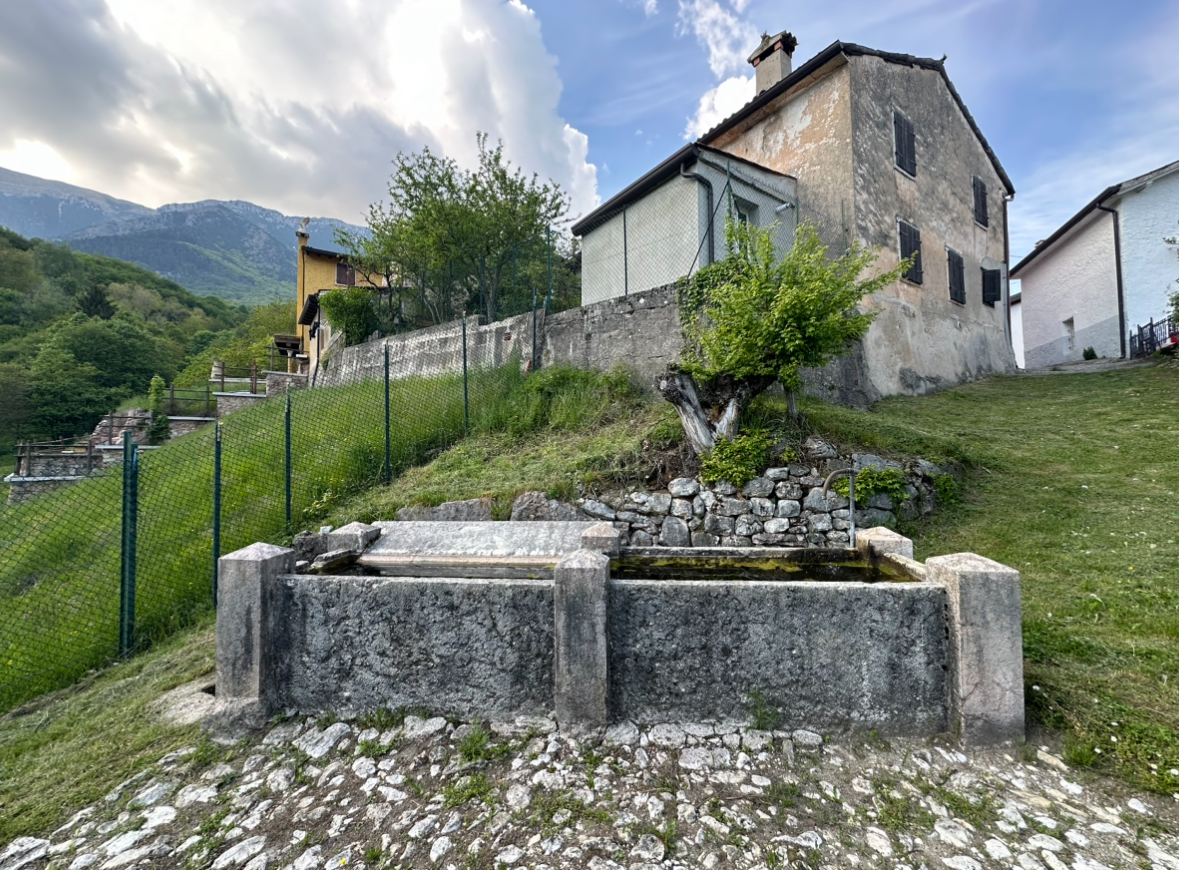
Fontana-lavatoio nella contrada Mezzavilla

### Simboli
Lo stemma comunale è stato riconosciuto con DPCM del 7 giugno 1952.
Il gonfalone, concesso con DPR del 9 luglio 1953, è costituito da un drappo di azzurro.

## Monumenti e luoghi d'interesse

### Architetture religiose

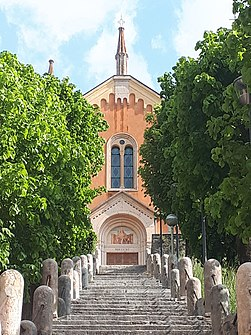
Chiesa di Santa Caterina

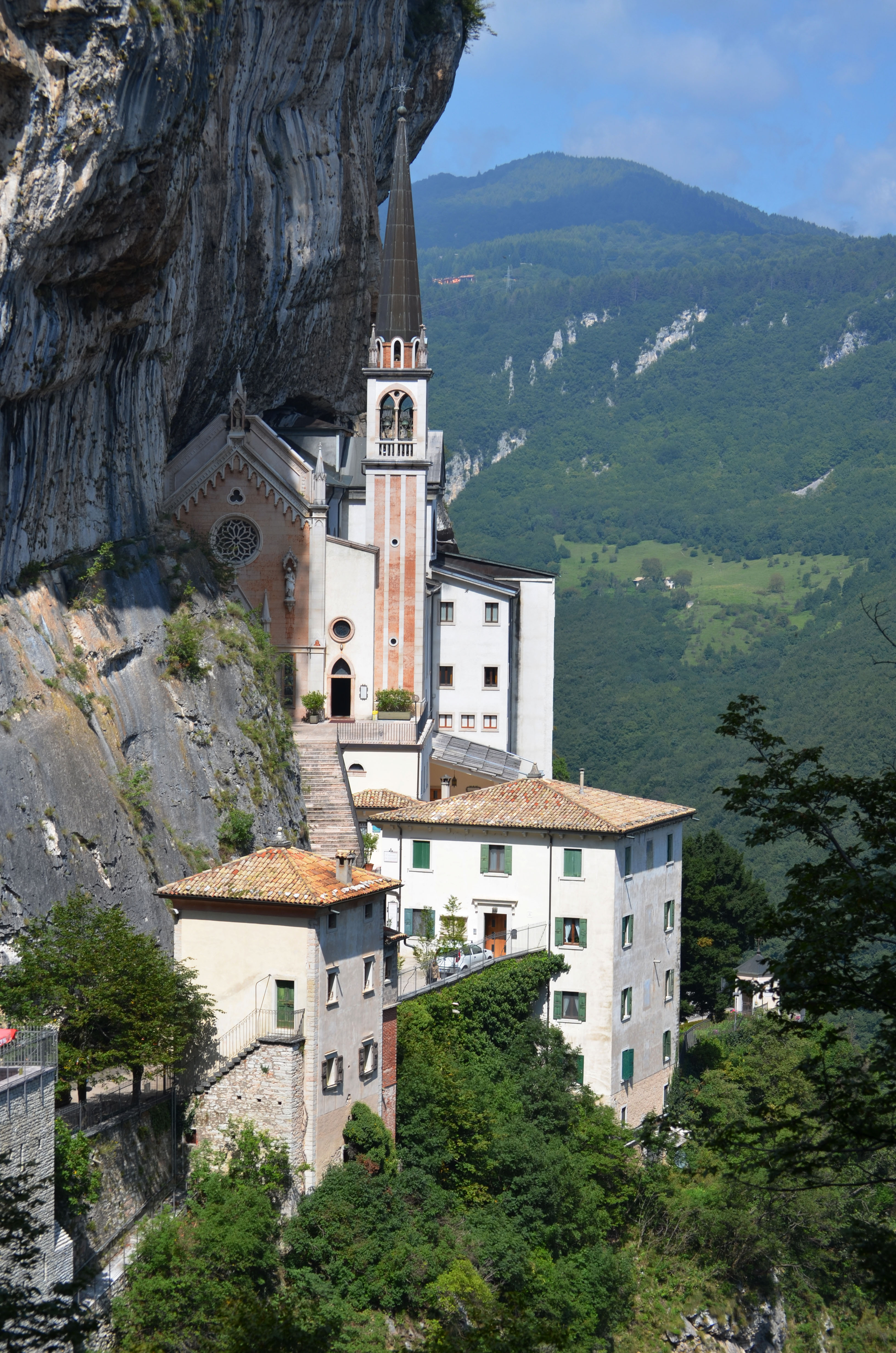
Santuario Madonna della Corona

- Chiesa di Santa Caterina - XIX secolo Situata nel centro di Ferrara di Monte Baldo, la chiesa è dedicata a Santa Caterina d’Alessandria. Questa dedicazione è motivata dalla presenza di acque e torrenti a Ferrara di Monte Baldo e di conseguenza dalla presenza di numerosi mulini, legati dunque alla figura della santa martirizzata sulla ruota. La chiesa, con il suo aspetto attuale, si può datare tra il 1870-1888, ristrutturata su un progetto di Don Angelo Gottardi, ma ci sono tracce di una chiesa pre-esistente già dal 1218 quando viene citata in una bolla papale come cappella legata alla pieve del paese di Caprino. Nel 1388 divenne parrocchia a tutti gli effetti e nel 1620 venne ampliata. La chiesa, prima dei lavori fatti nel XIX secolo, aveva un orientamento Est-Ovest e misurava 15x8m. Attualmente della chiesetta originale rimane solo l’abside, che oggi è diventata la cappella del Paradiso; la chiesa nuova infatti ha un orientamento Nord-Sud, lunga 29 metri e larga 9. La facciata è neogotica, il portone centrale presenta un timpano con una lunetta affrescata raffigurante Santa Caterina; subito sopra, la facciata presenta una bifora centrale. Da ammirare sulla facciata è un bassorilievo della Madonna addolorata di Ugo Zannoni del 1954. Internamente ha un’unica navata con il presbiterio quadrangolare rialzato di cinque gradini, che si conclude con un’abside pentagonale. Nel presbiterio si trova l’altare maggiore in marmo in stile barocco. Accanto alla chiesa sul fianco orientale è situato il campanile, non completato secondo il progetto originario.[10]
- Santuario della Madonna della Corona - XVI secolo Situato al confine con la frazione di Spiazzi, incastonato nella roccia a strapiombo sulla Val d’Adige. Si hanno notizie del luogo di culto già dal XI secolo come romitorio, successivamente fu eretta una cappella votiva. La chiesetta vera e propria fu costruita nel 1522 e successivamente l’edificio divenne Santuario nel 1625, quando fu ampliato.[21] Il Santuario si trova, secondo la leggenda, nel luogo in cui fu rinvenuta misteriosamente una statuetta in pietra raffigurante la Pietà, la quale sarebbe dovuta essere custodita a Rodi.[22] Più verosimilmente la statua in questione fu scolpita da Lodovico Castelbarco e donata nel 1432.[23] Il Santuario divenne una popolare meta di pellegrinaggio, infatti già nel corso del XVI secolo furono costruiti sentieri e scalinate nella roccia, in modo da rendere il luogo più accessibile.[10] L’edificio fu nuovamente ampliato al 1899, fu rifatta la facciata in stile neogotico e decorata con marmi. Ancora oggi il santuario è meta per pellegrini ed escursionisti.

### Architetture civili

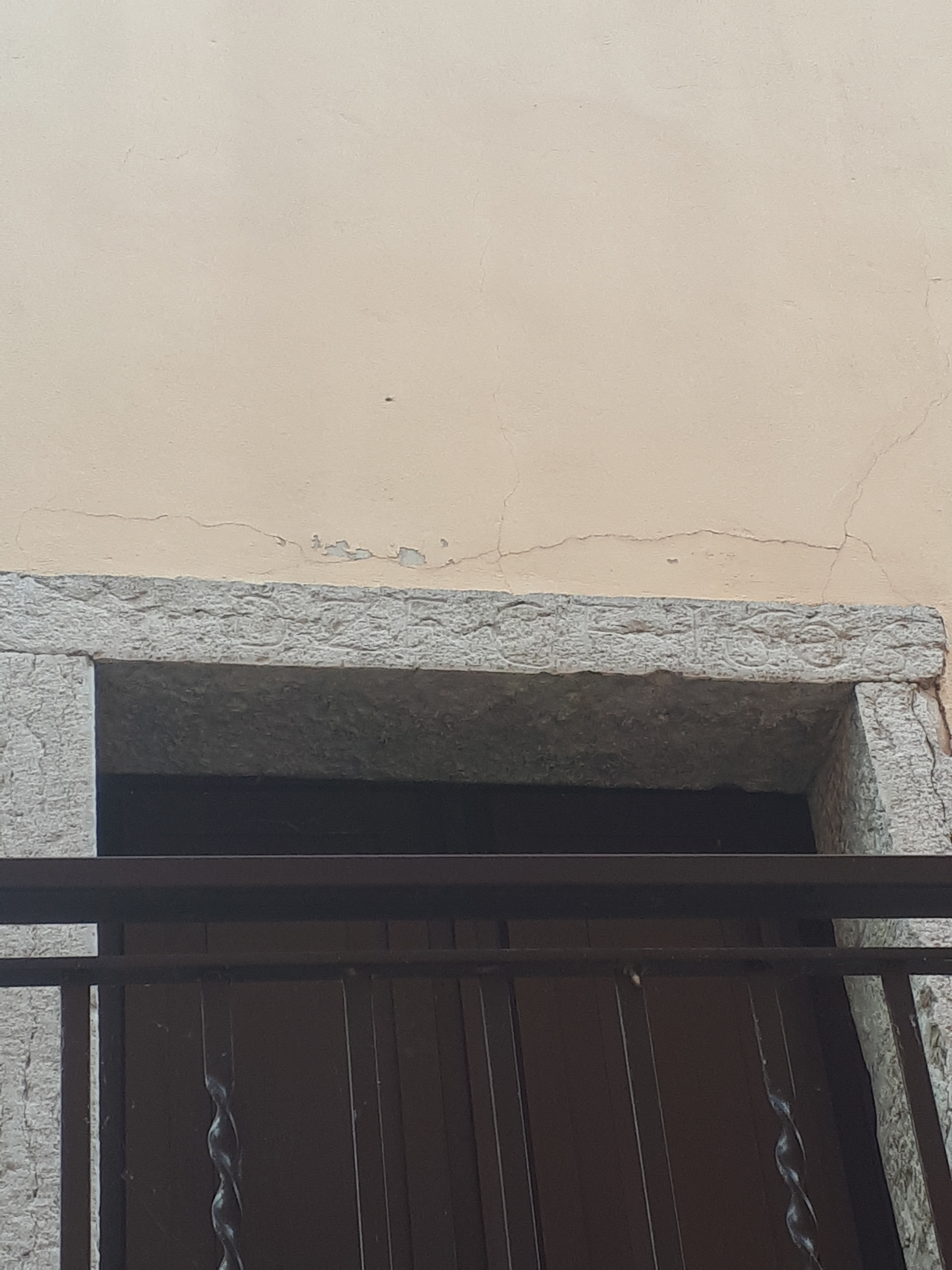
Una porta a Ferrara di Monte Baldo con l'architrave risalente al Seicento

Dagli esempi dell’architettura popolare vanno menzionati:
- Il complesso a corte di Villa Candelpergher, costruito a Ferrara Bassa nella prima metà del ‘700. Il complesso contiene il palazzo padronale, le cui sale al piano terra hanno i soffitti a volta, ed un porticato a barchessa all’esterno.[10]
- La corte restaurata del complesso ex-Tonini e gli edifici intorno. Oggi adibiti a Municipio, Biblioteca e Uffici pubblici.[10]
- Gli edifici a schiera del centro storico di Ferrara e le sue contrade (Campedello, Cambrigar, Meneghei, Fraine, Castelletti, Mezzavilla,[10] Valdefort). Il piano terra, con portici a volta, era riservato alle stalle e ai covili. Il primo piano era destinato alle abitazioni; il secondo piano ai granai, raggiungibili attraverso una scala esterna in pietra.[10]
- L’insediamento medievale di Campedello lungo la strada Cavallara, dove ci sono abitazioni e stalle risalenti al Sette e Ottocento.[10]
- Le varie fontane-lavatoi, costruiti spesso con lastre in rosso ammonitico.[10]

### Architetture militari
A Ferrara di Monte Baldo sono presenti varie testimonianze delle guerre risorgimentali e della Grande Guerra, delle quali però è stato recuperato ed è visitabile solo qualche piccolo tratto. Tra le testimonianze importanti ci sono: le trincee ottocentesche di Valfredda-Stuzzen, il fortino di Basiana, ma anche le postazioni e le trincee della Grande Guerra lungo il confine con il Trentino, alla Cima Valdritta, a Caval di Novezza, a Punta delle Redutte sul Monte delle Erbe dove ci sono gallerie e fortificazioni, al Cerbiolo, ed in seconda e terza linea a Gambone e sul Monte Castelcucco. Le trincee presenti nel territorio del comune facevano parte della quinta linea di difesa che passava per Punta delle Redutte. Il sistema difensivo era stato realizzato in prossimità della strada Graziani, una via di rifornimento che a partire da Novezza portava fino in cima al monte Altissimo. Il tratto di trincee è in deterioramento costante.

#### Memoriali
- Il sacrario del Monte Baldo: situato a circa 1000 metri di altezza, fu realizzato nel 1982 dall'ANCR di Verona (Associazione Nazionale Combattenti e Reduci di Verona) per ricordare i caduti di tutte le guerre avvenute nei 98 comuni di Verona. In questo sacrario, che si trova in un giardino ad anfiteatro a Peagne, non sono presenti le salme, ma invece 98 cippi in pietra bianca con i nomi di tutti i comuni veronesi, intorno ad un altare con alzabandiera.[10] Il 21 Giugno 2015 il sacrario è stato il luogo della celebrazione della cerimonia commemorativa per il centenario della Grande Guerra.[25]
- Buse dei morti: a partire dal Sacrario si può individuare una strada che conduce alle buse dei morti, che si tratta di un piccolo cimitero di guerra risalente al 1848, anno della prima guerra di indipendenza. Questo cimitero ospita le spoglie di otto soldati dell'epoca, di cui cinque piemontesi dell’esercito di Carlo Alberto e tre austriaci, morti il 22 Luglio 1848, e si situa nelle vicinanze della malga Basiana, luogo significativo poiché fu quello in cui i piemontesi resistettero contro le truppe austriache prima di ritirarsi a Rivoli.[26]

### Luoghi di interesse naturalistico
- Vajo dell'Orsa: è una valle lunga che comincia da Ferrara (858m s.l.m) e scende a Brentino (180m s.l.m), ha origine tettonica e la sua conformazione deriva dalle erosioni subite nel corso delle ultime due glaciazioni.[10] La valle, attrezzata grazie al lavoro del gruppo speleologico del CAI di Verona[10], è ad oggi uno dei siti più importanti in Europa per le attività di canyoning.[27]

#### Malghe
Le malghe sono un elemento caratteristico del territorio di Ferrara e del Monte Baldo in generale; corrispondono infatti al 52% del territorio baldense e sono collocate nella fascia montana compresa tra i 1000 e i 1500–1600 m. di altezza.
Tradizionalmente le malghe sono composte da un baito, una struttura in muratura che fungeva da abitazione per i malgari e da luogo per la preparazione del formaggio; al di sotto del baito vi erano le stalle e a fianco vi erano pozzi per la captazione dell’acqua e luoghi denominati marès per la mungitura. L’intero perimetro dei pascoli veniva delimitato da muretti a secco.
Particolare e di notevole importanza è la stalla ottagonale (l’Ottagono) di Albarè, costruita nel 1909 dal comune e oggi utilizzata come forestiera dall’Istituto Gresner, con ampie arcate e un giardino al centro.
Le prime attestazioni di baiti risalgono al XVI-XVIII secolo, erano edifici semplici con un ovile sormontato da uno o più locali. Dalla fine del XVII secolo vengono ampliati per diventare anche luoghi di produzione del formaggio, vengono aggiunti locali e il camino assume l’aspetto di una torre, infine, a partire dal XIX secolo, vengono aggiunte ulteriori stanze e locali accessori per la vita ed il lavoro dei malgari.

## Società

### Evoluzione demografica
Abitanti censiti

### Tradizioni e folclore
Molti sono gli aspetti di tradizione e folclore che caratterizzano la zona tra l'Adige e il Garda e che rimangono vivi nella memoria popolare, ogni periodo dell'anno aveva le sue peculiari tradizioni, per lo più legate al ciclo della terra e all'alternarsi delle stagioni.
- Primo giorno dell'anno: la prima persona che si incontrava la mattina sarebbe stata di auspicio, buono in caso fosse un uomo o un gobbo, cattivo nel caso di una donna, del medico o del prete.[10]
- San Bovo: il 2 gennaio si festeggiava San Bovo, tradizione voleva che durante la notte fosse vietato andare nelle stalle, perché i bovini avrebbero parlato tra di loro e chiunque li avesse sentiti sarebbe morto.[10]
- San Paolo: il 25 gennaio veniva considerata una notte propiziatoria per sapere come sarebbe stato il clima durante l'anno. Si preparavano 12 spicchi di cipolla con del sale, uno per ogni mese dell'anno, e a seconda del grado di assorbimento del sale, si sarebbe capito quanto sarebbe stato umido e piovoso il mese corrispondente a quello spicchio di cipolla.[10]
- "Osar Marzo": a marzo aveva luogo questo rito propiziatorio per chiamare la primavera. In realtà si trattava di un gioco che scherzosamente associava coppie di scapoli e zitelle.
- San Giorgio: il 23 aprile era una giornata molto importante perché, in questa data, iniziava la transumanza ovina dalle pianure ai pascoli più alti.[10]
- San Giovanni: era considerata una notte prodigiosa, chiunque si fosse rotolato senza vestiti nella rugiada avrebbe goduto di buona salute per tutto l'anno, inoltre le donne dovevano bagnare con la rugiada gli abiti di lana per preservarli dalle tarme.[10]

## Cultura

### Istruzione
- Parco naturalistico-scientifico di Novezzina.

È stato promosso dall'amministrazione comunale di Ferrara di Monte Baldo ed è gestito dalla Cooperativa Sociale Centro di Lavoro San Giovanni Calabria e C.A.V. (Circolo Astrofili Veronesi) “A. Cagnoli”. Gli enti gestori promuovono visite, escursioni, attività didattiche e vari laboratori in 3 ambiti di interesse: naturalistico, scientifico e storico, con lo scopo di arricchire la conoscenza dei visitatori sulla natura e la cultura del Monte Baldo.

#### Musei
- Orto botanico del Monte Baldo

All'interno del Parco naturalistico-scientifico di Novezzina si trova l'Orto Botanico del Monte Baldo, realizzato dalla locale Comunità Montana nel 1989. È un'area di 20.000 metri quadrati, la quale conserva centinaia di specie floreali autoctone e rare del territorio baldense, coltivate e preservate con finalità didattiche, di divulgazione, di conservazione e di ricerca scientifica, escludendo qualsiasi importazione dalle altre zone geografiche.
Queste specie uniche al mondo, rappresentano la flora e la fauna sopravvissute durante il periodo delle glaciazioni, poiché sono rimaste sopra il livello dei ghiacciai del Garda e dell'Adige.
- Osservatorio astronomico del Monte Baldo

È situato sotto l'orto botanico, in una conca che ne limita tantissimo l'orizzonte visibile. È intitolato ad Angelo Gelodi ed è l'unico osservatorio astronomico pubblico della provincia di Verona, il quale si trova nei pressi del rifugio Novezzina.
L'osservatorio è in possesso di telecamere per il monitoraggio ambientale, quindi si interessa di monitoraggi ambientali tramite Stazione Meteorologica, ma anche di inquinamento luminoso. Inoltre, è nato un progetto per realizzare una stazione professionale di monitoraggio sismico collegata alla rete nazionale in collaborazione con I.N.G.V.(Istituto nazionale di geofisica e vulcanologia), che monitora gli eventi sismici in tempo reale.

### Arte popolare
Alla fine del XX secolo a Ferrara di Monte Baldo sono state registrate 22 opere di arte popolare, tra cui 4 edicole, 3 nicchie, 1 pittura murale (Madonna con Bambino a Campedello, risalente al XV secolo e ridipinta più volte), 11 croci (una a Fraine, in Rosso Ammonitico, datata 1784) e 2 cippi con stemmi databili al 1754.
Numerosi altri cippi attestano quello che era il confine tra Austria e Repubblica Veneziana posti soprattutto sulla Cima delle Redutte, sul Monte Cerbiolo e sotto Cima Valdritta. È interessante anche il Capitello della Madonna della Corona del 1995 a Castelletti, che presenta una nicchia con una rappresentazione della Madonna della Corona realizzata da Natalino Zardini.

### Eventi
- Motoraduno dell'orso[32]: raduno motociclistico che si tiene in settembre a Novezzina, dal 1997.

## Economia
L'area del comune fu sempre scarsamente abitata. L'economia, ora prevalentemente turistica, si basava sulle attività dei boscaioli e sull'alpeggio. In particolare fino alla fine del 1900, oltre ad un’economia tipicamente alpina, ve ne era una legata alle attività sciistiche. Infatti, a Novezza, frazione del comune di Ferrara, erano funzionanti tre impianti di risalita che permettevano di raggiungere facilmente la località partendo sia da Mantova che da Verona.

## Amministrazione
| Periodo     | Periodo     | Primo cittadino        | Partito              | Carica                  | Note       |
| ----------- | ----------- | ---------------------- | -------------------- | ----------------------- | ---------- |
| giugno 1985 | giugno 1990 | Rosanna Zanolli Frucco | Democrazia Cristiana | Sindaco                 | [ 33 ]     |
| giugno 1990 | luglio 1992 | Rosanna Zanolli Frucco | Democrazia Cristiana | Sindaco                 | Dimissioni |
| luglio 1992 | aprile 1995 | Pietro Romeo Lorenzi   | Democrazia Cristiana | Sindaco                 | [ 35 ]     |
| aprile 1995 | giugno 1999 | Pietro Romeo Lorenzi   | Lista civica         | Sindaco                 | [ 36 ]     |
| giugno 1999 | giugno 2004 | Guerrino Coltri        | Lista civica         | Sindaco                 | [ 37 ]     |
| giugno 2004 | giugno 2009 | Paolo Rossi            | Lista civica         | Sindaco                 | [ 38 ]     |
| giugno 2009 | maggio 2014 | Paolo Rossi            | Lista civica         | Sindaco                 | [ 39 ]     |
| maggio 2014 | maggio 2019 | Paolo Rossi            | Lista civica         | Sindaco                 | [ 40 ]     |
| maggio 2019 | luglio 2022 | Serena Cubico          | Lista civica         | Sindaco                 | [ 41 ]     |
| maggio 2022 | maggio 2023 | Nicola Noviello        |                      | Commissario prefettizio |            |
| maggio 2023 | in carica   | Carla Giacomazzi       | Lista civica         | Sindaco                 |            |